# Henri Abbadie
Henri Abbadie, né Henri Jean Auguste Ababdie le 20 avril 1885 à Portbou (Province de Gérone) et mort le 19 avril 1943 à Marseillan, est un militant socialiste et résistant français.

## Biographie
Il fut militant de la Section française de l'Internationale ouvrière (SFIO), membre de sa tendance Gauche révolutionnaire, puis du Parti socialiste ouvrier et paysan (PSOP).
Henri Abbadie est conseiller municipal de Perpignan de 1935 à 1940 et conseiller général de Saint-Laurent-de-la-Salanque de 1935 à 1937.
Il fut un des organisateurs du mouvement de résistance Combat à Perpignan.
C'était un franc-maçon en vue de la loge "Progrès et fraternité" (Grande Loge de France de Perpignan).
Le 14 juillet 1942, Henri Abbadie fut l'un des organisateurs à Perpignan d'une manifestation unitaire des mouvements de résistance. Arrêté peu après, il est envoyé à Nexon (Haute-Vienne) puis transféré au camp de Gurs dans les Basses-Pyrénées. Il meurt peu après.